# Biblioteca de la Prefectura Nakanoshima d'Osaka
La Biblioteca de la Prefectura Nakanoshima d'Osaka és una biblioteca pública més antiga del país nipó. Està formada per dos seus: la seu de Nakanoshima, considerada un Bé d'Interés Cultural, és la principal. L'edifici solament està il·luminat per dintre mitjançant enllumenat elèctric.
L'edifici principal fou projectat pels arquitectes Noguchi Magoichi i Hidaka Yutaka, pertanyents a la família Sumimoto. S'acabà de construir el 1904. Més tard, el 1922 es van construir les ales perpendiculars dels extrems. El 1996 es pretenia construir una tercera seu.
Abans del 1990 seguia el sistema classificació propi i a partir del 1990 utilitzà la Classificació Bibliotecària de la Dieta Nacional alhora que utilitzà les bases de dades Nihon Ryūtsū Sentā.
En març del 1993 tenia una col·lecció de 930.000 volums, sent aleshores la segona biblioteca pública del Japó més gran quant a volum de documents.
A la seu principal té documents històrics de l'era Edo a la secció local. Altres elements de la col·lecció de les biblioteques són: la Col·lecció Sumitomo de materials de ciència i tecnologia, la Col·lecció Matsushita de materials d'enginyeria elèctrica, la Col·lecció Ishizaki de clàssics japonesos i xinesos, la Col·lecció Sato de clàssics coreans i la Col·lecció Asahi-Shimbun de clàssics japonesos.